# Nomura (Ehime)
El Pueblo de Nomura (野村町 Nomura-chō?) fue un pueblo del extinto Distrito de Higashiuwa en la Región de Nanyo (南予地方 Nanyo-chihō?) de la Prefectura de Ehime.

## Características
Su desarrollo se basó en la producción lechera y de seda, e impulsó la reactivación de su economía con el lema "La ciudad de la leche y la seda".
Se ubica en la región sudoeste de la Prefectura de Ehime, hacia el este se encuentran las regiones montañosas de Shikoku Carst (四国カルスト Shikoku Karusuto?), región dominada por carst, y Oonogahara (大野ヶ原?). La región está rodeada de montañas por el norte y el sur, y entre estos sistemas montañosos corre el Río Hiji (肱川 Hiji-kawa?) en sentido norte-sur y posteriormente cambia su rumbo hacia el oeste, cambiando su nombre al de Río Uwa (宇和川 Uwa-gawa?) y se dirige hacia la Depresión de Uwa (宇和盆地 Uwa-bonchi?). La población vive mayoritariamente a lo largo de este río y sus afluentes. El pueblo tiene una forma alargada en sentido este-oeste y hacia el este limita con la Prefectura de Kochi. Hacia esta dirección y tras atravesar el valle existe una meseta en donde, a pesar de que las condiciones no son las más favorables, se practica la cría de ganado. También en esta zona hay bosques de buna (ブナ?), una subespecie del fagus.
Limitaba con la Ciudad de Oozu, los pueblos de Uwa y Shirokawa del Distrito de Higashiuwa (ambos forman parte en la actualidad de la Ciudad de Seiyo), el Pueblo de Mima del Distrito de Kitauwa (actualmente parte de la Ciudad de Uwajima), el Pueblo de Hiromi (actualmente parte del Pueblo de Kihoku) del Distrito de Kitauwa, los pueblos de Hijikawa y Kawabe del Distrito de Kita (actualmente ambos forman parte de la Ciudad de Oozu), el Pueblo de Oda del Distrito de Kamiukena (actualmente parte del Pueblo de Uchiko del Distrito de Kita), el Pueblo de Yanadani (en la actualidad es parte del Pueblo de Kumakogen) del Distrito de Kamiukena, y finalmente el Pueblo de Yusuhara (檮原町 Yusuhara-chō?) del Distrito de Takaoka (高岡郡 Takaoka-gun?) de la Prefectura de Kochi.

## Origen del nombre
Nomura es una denominación muy antigua, data del Período Edo. Cuando se le dio la categoría de villa (村 mura?), se creyó que la denominación de Nomura-mura (野村村) no era muy apropiada ni fonética ni en forma escrita y por ello siguió llamándose Nomura.

## Historia
- 1870: comienza a practicarse la cría del gusano de seda.
- 1890: se crea la Villa de Nomura.
- 1902: se habilita el camino que la comunica con el Pueblo de Uwa (actualmente es parte de la Ciudad de Seiyo).
- 1912: es provista de energía eléctrica.
- 1922: el 1° de enero pasa a ser Pueblo de Nomura.
- 1954: se inician los debates para la fusión de seis localidades de la zona oriental del Distrito de Higashiuwa.
- 1955: se concreta la fusión formándose el nuevo Pueblo de Nomura.
- 2004: el 1° de abril se fusiona con los pueblos de Uwa, Akehama, Shirokawa, y Mikame del Distrito de Nishiuwa, formando la Ciudad de Seiyo. Simultáneamente desaparece el Distrito de Higashiuwa.